# Edgcote Hall

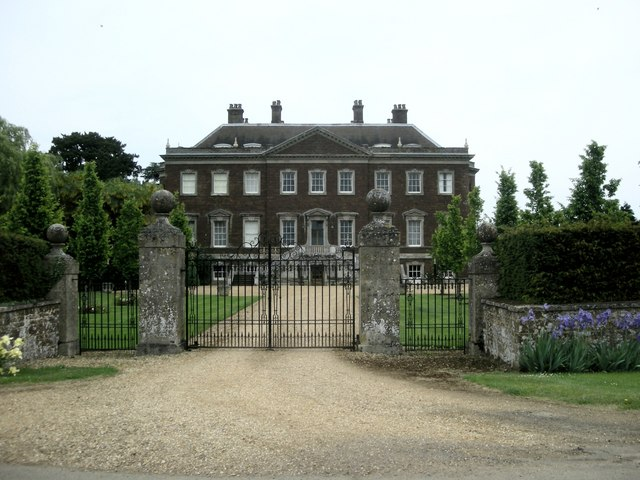
Edgcote House

Edgcote Hall se trouve dans le Northamptonshire, sur le territoire de la paroisse civile d'Edgcote, à seulement 9 kilomètres au nord-est de Banbury dans l'Oxfordshire. La civil parish d'Edgcote est délimitée au nord par la Cherwell, à l'est par un de ses affluents et est limitrophe de l'Oxfordshire au sud-ouest.

## Présentation
Edgcote House est une vaste demeure de deux étages élevés sur un large soubassement. Elle est bâtie en pierre locale rougeâtre en forte concentration en fer (en:ironstone).
Construite entre 1747 et 1752 par l'architecte William Jones, elle présente une façade décorée de parements et d'un escalier à double révolution en pierre grise, et délimitée en neuf travées, les trois baies centrales formant une légère avancée surmontées d'un fronton surbaissé et non un véritable portique néopalladien.
Le parc, agrandi au XVIIIe siècle, couvre 1 700 acres (688 hectares) et contient un lac, alimenté par la rivière Cherwell.
Edgecote Hall est devenu Netherfield, la propriété louée dans le Hertfordshire par Charles Bingley, dans Orgueil et Préjugés, la version de 1995 du roman de Jane Austen, Orgueil et Préjugés.
Il est possible qu'il s'agisse du lieu de la Bataille d'Edgecote Moor, le 26 juillet 1469, pendant la guerre des Deux-Roses que les sources contemporaines situent sur les terres d'un certain Clarell, seigneur du manoir d'Edgcote.